# 元君 (衛)
元君（げんくん、? - 前230年）は、衛の第44代君主。嗣君の子で懐君の弟。妻は魏の安釐王の娘。

## 生涯
嗣君の子として生まれる。
懐君31年（前253年）、懐君が魏に殺されると、元君は魏によって立てられ、衛の君となった。
ある時、衛人の荊軻が諸国の旅から衛に帰国した後、官僚を志して衛の君主である元君に謁見し、旅で学んだ遊説術に基づいた国家議論を大いに述べたが、元君は全く聞き容れなかった。こうして荊軻は挫折し、それ以来遊侠に身を投じた。
元君12年（前241年）、秦に濮陽を奪われ、濮陽は東郡に編入された。このとき衛は野王に遷された。
元君23年（前230年）、元君が薨去し、子の角が立って衛の君（衛君角）となった。

## 参考資料
- 司馬遷『史記』（六国年表、衛康叔世家第七、刺客列伝）